# Santoline à feuilles de romarin
Santolina rosmarinifolia
Espèce
Classification phylogénétique
La Santoline à feuilles de romarin (Santolina rosmarinifolia) est une espèce de plante à fleurs de la famille des Astéracées originaire du sud-ouest de l'Europe.
Également connue sous le nom de "Santoline verte" ou "Herbe aux Olives", les feuilles de S. rosmarinifolia peuvent être utilisées dans des plats et des cocktails pour ajouter une saveur semblable à celle de l'olive.

## Description
C'est une plante herbacée.
Les feuilles sont divisées en lobes allongés et écartés, contrairement à ceux de la santoline petit-cyprès (Santolina chamaecyparissus), qui sont courts et compacts. Les fleurs sont jaunes et disposées au sommet de rameaux non feuillés.

## Statut
En France, c'est une plante introduite, non naturalisée (elle est cultivée dans les parcs et jardins à titre ornemental).